# حسن مشروعی‌فر
حسن مشروعی‌فر سرتیپ‌دوم سپاه پاسداران انقلاب اسلامی است، که هم‌اکنون به‌عنوان فرمانده سپاه حفاظت ولی‌امر فعالیت می‌کند. او در تیرماه ۱۴۰۱ جانشین ابراهیم جباری، فرمانده پیشین سپاه حفاظت ولی‌امر شد. دربارهٔ مشروعی‌فر اطلاعات زیادی در دست نیست.
سپاه حفاظت ولی‌امر یگان ویژه‌ای از سپاه پاسداران انقلاب اسلامی است که وظیفه حفاظت از جان سید علی خامنه‌ای و بیت رهبری را برعهده دارد.